# 謝夫林 (明尼蘇達州)
謝夫林（英語：Shevlin）是一個位於美國明尼蘇達州清水縣的城市。

## 人口
根據2020年美國人口普查的數據，謝夫林的面積為2.08平方千米，當中陸地面積為2.08平方千米，而水域面積為0.00平方千米。當地共有人口137人，而人口密度為每平方千米66人。